# سان مارتين دي لا فيغا
سان مارتين دي لا فيغا (بالإنجليزية: San Martín de la Vega)‏ هي بلدية ومدينة في منطقة الحكم الذاتي وتقع في منطقة مدريد في وسط إسبانيا. تبلغ مساحة هذه المدينة 105.9 (كم²)، ويبلغ عدد سكانها 18863 نسمة حسب إحصاء سنة 2010 م.

## وصلات خارجية
- الموقع الرسمي